# سيباستيان جاسكا
سيباستيان جاسكا (بالفرنسية: Sebastian Gacki)‏
```
(و. 
1984  
م
) هو 
ممثل
 
أفلام
 
كندي
، ولد في 
فانكوفر
.
[
1
]
[
2
]
[
3
]
```

## وصلات خارجية
- سيباستيان جاسكا على موقع IMDb (الإنجليزية)
- سيباستيان جاسكا على موقع ألو سيني (الفرنسية)
- سيباستيان جاسكا على موقع أول موفي (الإنجليزية)
- سيباستيان جاسكا على موقع قاعدة بيانات الفيلم (الإنجليزية)
- سيباستيان جاسكا على موقع كينوبويسك (الروسية)